# Likoma-sügér
A Likoma-sügér (Melanochromis joanjohnsonae) a bölcsőszájú halak családjába tartozó, díszhalként is tartott édesvízi halfaj.

## Élőhelye
A Malawi-tóban honos, a Likoma-sziget körüli sziklás vizekben élő endemikus faj, de a tó egy másik szigete, a Thumbi-sziget körül is meghonosították.

## Leírása
A hal kb. 10 cm hosszú, a hímek kékek, a nőstények kékeszöldek, oldalukon csíkokban sárga pontokkal, úszóik fényesek. Kis rákokat, rovarokat és lárvákat esznek.

## Fordítás
- Ez a szócikk részben vagy egészben  a   Pearl of Likoma című angol Wikipédia-szócikk ezen változatának fordításán alapul.  Az eredeti cikk szerkesztőit annak laptörténete sorolja fel. Ez a jelzés csupán a megfogalmazás eredetét és a szerzői jogokat jelzi, nem szolgál a cikkben szereplő információk forrásmegjelöléseként.